# Patrick Schmidt (Fußballspieler, 1988)
Patrick Schmidt (* 17. März 1988 in Rheinböllen) ist ein deutscher Fußballspieler.

## Karriere
Patrick Schmidt spielte in der Jugend zunächst für den TuS Rheinböllen. Zur Saison 2002/03 schloss er sich der B-Jugend von Hassia Bingen an. Nach zwei Jahren verließ er den Verein zur Jugendabteilung der TuS Koblenz. Nach seiner A-Jugendzeit spielte er zunächst eine Saison in der U-23 des Vereins. Zur Saison 2008/09 erhielt er einen Dreijahresvertrag bei der Profimannschaft der TuS Koblenz. Nachdem er in seiner ersten Spielzeit keine Profieinsätze erhalten hatte, debütierte er am 2. Mai 2010 im Heimspiel gegen Kaiserslautern in der 2. Bundesliga. Er wurde in der 76. Minute für Tom Geißler eingewechselt. Auch in der Drittligasaison 2010/11 kam er verletzungsbedingt nur zu einem Einsatz im Profikader. Zur Saison 2011/12 wechselte Patrick Schmidt von der TuS zum Rheinlandligisten FC Karbach. Sein Verletzungspech verfolgte ihn allerdings auch in Karbach und nach zwei Jochbeinbrüchen, einem Nasenbeinbruch und Leistenbruch beendete er im August 2013 mit nur 25 Jahren seine Karriere als Fußballspieler.